# Манычская
Манычская (Маныческая) — станица в Багаевском районе Ростовской области России. Административный центр Манычского сельского поселения.

## История
Первое упоминание о станице Манычской в документах встречается очень рано. В 1905 году зафиксировано мнение об основании станицы в 1570 или 1580 году. П. П. Сахаров указывает на 1592 г. В 1593 году турецкий султан получил из Азова сообщение, что донские казаки вблизи Азова «на Маныче, да в Черкасской, и в Раздорах» поставили четыре новых городка и «из тех городков приходя, Азову тесноту чинят».
К. И. Крюйс фиксирует казачий городок в 1704 году напротив устья реки Маныч, подтверждает это и Генеральная карта Земли Войска Донского (1797 года).
Манычская располагалась на правом берегу реки Дон. И. М. Сулин, А. А. Мартынов, А. Ф. Рыбалкин единодушно помещают старый Маныч на островок, зажатый между Новым и Старым Доном. В 1619—1620 гг. Маныч разоряют азовцы, в 1623 году атака азовцев во главе с Асанбеем была отбита. В 1625 году Маныч вновь сожжен, а атака 1633 г. вновь отбита. Маныческие казаки активно участвуют в Азовском сидении, за что 22.04.1643 городок был полностью разорен. С 1687 года Маныч становится центром староверческого движения, жестоко подавленного правительственными силами. С 1794 по 1804 происходит очередное (третье или четвёртое) переселение станицы на современное месторасположение.
Вариации написания: Манок 1593, Маночь 1594, Маныч 1624, Манач 1637, Мачок 1667, Бечегай 1695, Моначю 1696, Мануч 1699, Манич 1707. Этимология имени реки Маныч не ясна (от «горький» и «караульной», до «грязной» и «неряшливой»).
В 1918 году станица была центром Манычского юрта Черкасского округа Области Войска Донского. К станице относились хутора: Воровско-Бальский, Голые Бугры, Дарьев, Камышев, Княжеско-Леонов, Малозападенский, Пустушкин, Тузлук, Хохлатов.

### Гражданская война
18 марта (31 марта) 1918 года в станице прошел первый съезд Черкасского округа, на котором казаки вынесли постановления против советской власти. Этот съезд является протестом против ужаса большевизма. На нем обсуждается сущность переворота и отношения казачества к крестьянству, выступившему при нашествии большевиков явно враждебно к казачеству и принявшему самое деятельное участие в грабежах и разорении казачьих хозяйств.
1 апреля (14 апреля) 1918 года состоялся второй съезд Черкасского округа. Объявив призыв к оружию, съезд выбрал исполнительный орган, вошедший позже в совет обороны всего Дона.
15 мая (28 мая) 1918 года в станице состоялась встреча между атаманом Петром Красновым и генералами Добровольческой армии. В совещании приняли участие генерал Деникин, генерал Алексеев, кубанский атаман Филимонов, генерал Богаевский и другие.
Доно (Донско)-Манычская военная операция (17 января — 6 февраля 1920).

## Население
| 1989 | 2002  | 2010  |
| ---- | ----- | ----- |
| 1862 | ↘1774 | ↘1650 |

## Достопримечательности
Войсковой казачий собор (священник собора — отец Александр Маликов). Построена силами казаков, освобожденных для этой цели от воинской повинности.
Церковь Параскевы Пятницы (также известна как Войсковой казачий собор). Относится к Шахтинской епархии. Построена в 1904 году по проекту архитектора И. П. Злобина. Является объектом культурного наследия.
Первое упоминание о храме во имя великомученицы Параскевы относится к 1748 году, после обветшания церковь была второй раз открыта и освящена в 1763 году. В период с 1801 по 1805 год велся переезд и новый храм. С 1862—1891 год при церкви располагалась церковно-приходское училище. C 1891 года там рабоата церковно-приходская школа.
Каменный храм во имя Святой Мученицы Параскевы (которая была почитаема на Дону и считается покровительницей семьи) был заложен в 1878 году (по другим данным ― в 1897 году или в 1893 году). В 1904 году храм был освящён и строительные работы были закончены.
В 1934 году храм был закрыт и разграблен, официально церковь в станице Манычской была закрыта 1 июня 1936 года по постановлению Багаевского РИК , хотя во время Второй мировой войны богослужения в нём продолжились. В военное время также использовался как бомбоубежище, после ― как склад и зернохранилище. Во время пребывания у власти Н.С.Хрущёва была разобрана колокольня, кирпичи которой пошли на строительство других зданий.
В 1989 году было зарегистрировано новое религиозное общество. В 1990 году храм был передан РПЦ. В 1992 году в нём возобновились богослужения. С 2001 года, когда настоятелем прихода был назначен протоирей отец Александр, и при храме начались работы по его реконструкции. В 2006 году силами протоиерея отца Александра при храме была открыт летний молодёжный лагерь, который находится на речном острове, неподалёку от станицы Манычская. Период заезда проходит летом с июня по август. Лагерь принимает молодежь в возрасте от 16 до 30 лет и может принять до 50 человек. Путёвка в лагерь бесплатная. В том же 2006 году при церкви был открыт детский приют «Святая Параскева» на территории прихода находятся 3 корпуса: для мальчиков, для девочек и трапезная.
В 2007 году недалеко от храма был открыт целебный источник, при котором была построена часовня. На престольный праздник, который состоялся 9 августа 2009 года, посвященный памяти Святого Великомученика и целителя Пантелеимона, была отслужена первая божественная литургия в главном пределе. В 2013 году церковь по благословению Его Преосвященства Игнатия, епископа Шахтинского и Миллеровского, получила статус епархиального подворья.
В настоящее время собор действующий, идут реставрационные работы.